# 남몰래 흐르는 눈물
《남몰래 흐르는 눈물》은 MBC에서 1999년 4월 30일에 방영된 베스트극장으로, 불임의 고통을 받는 30대 중반 동갑내기 부부를 통해 우리 사회가 갖는 자식에 대한 집착과 이 과정에서 일방적으로 희생당해야만 했던 여성의 지위에 초점을 맞췄다.

## 줄거리
서른다섯 동갑나기 부부인 동명과 민정은 그동안 해오던 피임을 중단하고 아기를 가지려 하지만 생기지 않는다. 피임했던 사실을 뒤늦게 안 시어머니는 민정의 일욕심을 마땅찮아 한다. 불안해진 민정은 이모인 길 박사에게 검사를 받고 이상 없다는 애기를 듣는데, 시어머니는 여전히 나이 많은 며느리에게 불임의 원인이 있다고 우기며 민정에게 계속 스트레스를 준다. 하지만 무정자증으로 밝혀진 동명은 충격받고, 이에 민정은 둘이서 마음껏 하고 싶은 일 하면서 편하게 살자고 동명을 위로한다.

## 등장 인물

### 주요 인물
- 김병세 : 동명 역
- 양미경 : 민정 역
- 강부자 : 동명의 어머니 역

### 그 외 인물
- 남일우
- 윤여정
- 김서라
- 문회원
- 정한헌
- 이원재
- 오현섭
- 정대열
- 함신영
- 김상엽
- 조재혁
- 김나영
- 안소희
- 최영완
- 장미나
- 김소이

### 특별출연
- 홍은철
- 이경실
- 고구마밴드